# Rare Beauty
Rare Beauty es una empresa estadounidense de cosméticos fundada y propiedad de Selena Gomez. Inspirada en su tercer álbum de estudio, Rare (2020), la empresa pretende «derribar los estándares poco realistas de perfección» promoviendo la inclusión y abordando iniciativas y educación sobre salud mental.
Rare Beauty se lanzó el 3 de septiembre de 2020, exclusivamente a través de su sitio web oficial y en las tiendas Sephora en Norteamérica. Desde entonces, se ha puesto a disposición de países de Europa, Asia y Oriente Medio. El uno por ciento de todas las ventas se dona al Rare Beauty Impact Fund, como parte de su «compromiso de brindar a las personas acceso a los recursos que necesitan para apoyar su salud mental».

## Historia
Rare Beauty fue fundada el 22 de febrero de 2019 por la cantante y actriz estadounidense Selena Gomez. El 4 de febrero de 2020, anunció formalmente su empresa en las redes sociales. En el video adjunto, Gómez reveló que ha estado trabajando en la línea de cosméticos durante los últimos dos años y que «encontró a los socios adecuados y al equipo adecuado; ahora tenemos 28 personas increíbles que trabajan para la marca». Sobre la nueva empresa, Gomez explicó que Rare Beauty abarcaría todo un estilo de vida y que «no se trata de cómo te ven los demás, se trata de cómo te ves a ti mismo. Quiero que todos dejemos de compararnos entre nosotros y comencemos a abrazando nuestra singularidad No estás definido por una foto, un me gusta o un comentario». En una entrevista con Allure, Gómez afirmó que «la belleza no tiene que ser definida por un me gusta o un comentario, o tu cuerpo. Siempre tuvimos la idea de que esto también se trataría de salud mental y crear un lugar seguro para las personas para conectar». También enfatizó que su «propósito principal cuando comencé Rare Beauty era romper los estándares poco realistas de belleza que vemos en la sociedad actual», motivado por la «presión sobre nosotros para ser perfectos». 
En agosto de 2020, Gómez reveló en Instagram que Rare Beauty se lanzaría el 3 de septiembre en su sitio web oficial y en las tiendas Sephora de América del Norte. Su original incluía 48 tonos de base, cremas labiales mate, definidores de cejas, rubor líquido y bálsamos labiales. Los productos veganos y libres de crueldad animal fueron empacados con materiales reciclables certificados por el Forest Stewardship Council (FSC), y fueron impresos con tinta a base de agua. A medida que la empresa crecía, Rare Beauty expandió sus mercados al Oriente Medio, Europa y Sudeste Asiático. En febrero de 2022, la compañía se lanzó en el Reino Unido exclusivamente a través de Space.NK. Volviéndose viral en TikTok, el rubor Rare Beauty ha tenido un impacto significativo en las imágenes de las marcas, algunos incluso dicen que el producto está «demasiado pigmentado». 
Como parte de su compromiso con la concientización y la educación sobre la salud mental, Gomez creó el Rare Impact Fund para ayudar a «los jóvenes a obtener acceso a los recursos de salud mental» y se comprometió a recaudar US$100 millones en los próximos diez años. Para lograr ese objetivo, se donará al fondo un porcentaje de todas las ventas de Rare Beauty, junto con «fundaciones filantrópicas, socios corporativos e individuos de nuestra comunidad». En su primer año, la afiliada sin fines de lucro otorgó $1,2 millones en subvenciones a ocho organizaciones centradas en la salud mental y la educación, incluido el Centro de Inteligencia Emocional de Yale y los Servicios de Salud Mental Didi Hirsch. Para el Mes de Concientización sobre la Salud Mental, Rare Beauty lanzó su primera campaña GoFundMe y se comprometió a igualar $200 000 en donaciones. La compañía también lanzó una iniciativa de educación y defensa llamada Mental Health 101, que está «dedicada a apoyar la educación en salud mental y alentar el apoyo financiero para más servicios de salud mental en los servicios educativos».

## Inclusión
Rare Beauty tiene como objetivo ser inclusivo al ofrecer una gama diversa de 48 tonos de base y corrector. El empaque también está hecho para que sea fácil de usar por personas con discapacidad con una forma de esfera en la parte superior de los aplicadores que resulta ser amigable para las personas con discapacidad.

## Premios y nominaciones
| Premio                                     | Año  | Nominado                                                  | Categoría                                     | Resultado | Ref.   |
| ------------------------------------------ | ---- | --------------------------------------------------------- | --------------------------------------------- | --------- | ------ |
| Allure Best of Beauty Awards               | 2021 | Rare Beauty de Selena Gomez                               | Best Cream Blush                              | Ganador   | [ 19 ] |
| Allure Best of Beauty Awards               | 2022 | Rare Beauty de Selena Gomez                               | Best Blush (Liquid)                           | Ganador   | [ 20 ] |
| Allure Readers' Choice Awards              | 2021 | Rare Beauty de Selena Gomez                               | Best New Brand                                | Ganador   | [ 21 ] |
| Allure Readers' Choice Awards              | 2022 | Rare Beauty de Selena Gomez                               | Best Blush                                    | Ganador   | [ 22 ] |
| Allure Readers' Choice Awards              | 2022 | Rare Beauty de Selena Gomez                               | Best Mascara                                  | Ganador   | [ 22 ] |
| Allure Readers' Choice Awards              | 2023 | Rare Beauty de Selena Gomez                               | Best Blush                                    | Ganador   | [ 23 ] |
| Allure Readers' Choice Awards              | 2023 | Rare Beauty de Selena Gomez                               | Best Highlighter                              | Ganador   | [ 23 ] |
| Allure Readers' Choice Awards              | 2023 | Rare Beauty de Selena Gomez                               | Best Mascara                                  | Nominado  | [ 24 ] |
| CEW Beauty Creators Awards                 | 2021 | Rare Beauty de Selena Gomez                               | Face Product                                  | Nominado  | [ 25 ] |
| Cosmopolitan Holy Grail Beauty Awards      | 2021 | Rare Beauty de Selena Gomez                               | Best Blush                                    | Ganador   | [ 26 ] |
| Cosmopolitan Holy Grail Beauty Awards      | 2022 | Rare Beauty de Selena Gomez                               | Best Liquid Lipstick                          | Ganador   | [ 27 ] |
| Cosmopolitan Holy Grail Beauty Awards      | 2023 | Rare Beauty de Selena Gomez                               | Best Highlighter                              | Ganador   | [ 28 ] |
| Cosmopolitan Readers’ Choice Beauty Awards | 2022 | Rare Beauty de Selena Gomez                               | Best Highlighter                              | Ganador   | [ 29 ] |
| Cosmopolitan Readers’ Choice Beauty Awards | 2022 | Rare Beauty de Selena Gomez                               | Best Mascara                                  | Ganador   | [ 30 ] |
| Cosmopolitan Readers’ Choice Beauty Awards | 2022 | Rare Beauty de Selena Gomez                               | Best Blush                                    | Nominado  | [ 30 ] |
| Cosmopolitan Readers’ Choice Beauty Awards | 2022 | Rare Beauty de Selena Gomez                               | Best Lip Balm                                 | Nominado  | [ 30 ] |
| Cosmopolitan Readers’ Choice Beauty Awards | 2023 | Rare Beauty de Selena Gomez                               | Best Celebrity Brand                          | Nominado  | [ 31 ] |
| Cosmopolitan Readers’ Choice Beauty Awards | 2023 | Rare Beauty de Selena Gomez                               | Best Setting Powder                           | Nominado  | [ 31 ] |
| Cosmopolitan Readers’ Choice Beauty Awards | 2023 | Rare Beauty de Selena Gomez                               | Best Bronzer                                  | Nominado  | [ 31 ] |
| Cosmopolitan Readers’ Choice Beauty Awards | 2023 | Rare Beauty de Selena Gomez                               | Best Blush                                    | Nominado  | [ 31 ] |
| Cosmopolitan Readers’ Choice Beauty Awards | 2023 | Rare Beauty de Selena Gomez                               | Best Highlighter                              | Nominado  | [ 31 ] |
| Cosmopolitan UK Beauty Awards              | 2022 | Rare Beauty de Selena Gomez                               | Best Bronzer                                  | Ganador   | [ 33 ] |
| Cosmopolitan UK Beauty Awards              | 2022 | Rare Beauty de Selena Gomez                               | Best Lip Liner                                | Ganador   | [ 35 ] |
| Elle Beauty Awards                         | 2023 | Rare Beauty de Selena Gomez                               | Best Foundation and Blush                     | Nominado  | [ 37 ] |
| Elle Beauty Awards                         | 2023 | Rare Beauty de Selena Gomez                               | The Highlighter                               | Ganador   | [ 39 ] |
| Glamour Beauty Awards                      | 2021 | Rare Beauty de Selena Gomez                               | Best Makeup Products of the Year              | Ganador   | [ 41 ] |
| Glamour Beauty Awards                      | 2022 | Rare Beauty de Selena Gomez                               | Best Lipstick                                 | Ganador   | [ 43 ] |
| Glamour Beauty Awards                      | 2022 | Rare Beauty de Selena Gomez                               | Best Powder                                   | Ganador   | [ 44 ] |
| Glamour Beauty Awards                      | 2022 | Rare Beauty de Selena Gomez                               | Best Breakthrough                             | Ganador   | [ 46 ] |
| Harper's Bazaar Awards                     | 2022 | Rare Beauty de Selena Gomez                               | Best Blush                                    | Nominado  | [ 48 ] |
| Harper's Bazaar Awards                     | 2022 | Rare Beauty de Selena Gomez                               | Best Fake Flush                               | Nominado  | [ 50 ] |
| Harper's Bazaar Awards                     | 2022 | Rare Beauty de Selena Gomez                               | Best Blush - Cream                            | Nominado  | [ 52 ] |
| InStyle Beauty Awards                      | 2021 | Rare Beauty de Selena Gomez                               | Best Concealer                                | Nominado  | [ 53 ] |
| InStyle Beauty Awards                      | 2021 | Rare Beauty de Selena Gomez                               | Favorite Celebrity Brand                      | Nominado  | [ 53 ] |
| PETA's Libby Awards                        | 2020 | Rare Beauty de Selena Gomez                               | Heroes — Favorite Vegan Makeup Line           | Ganador   | [ 54 ] |
| PETA's Libby Awards                        | 2022 | Rare Beauty de Selena Gomez                               | Lifestyle — Favorite New Vegan Beauty Product | Nominado  | [ 55 ] |
| Real Simple Smart Beauty                   | 2021 | Rare Beauty de Selena Gomez                               | Best Beauty Products                          | Ganador   | [ 56 ] |
| Shop Today Beauty Awards                   | 2023 | Rare Beauty de Selena Gomez                               | Best Cream Lipstick                           | Ganador   | [ 59 ] |
| Shop Today Beauty Awards                   | 2023 | Rare Beauty de Selena Gomez                               | Best Curling Mascara                          | Ganador   | [ 60 ] |
| The Beauty Awards (Canada)                 | 2022 | Rare Beauty de Selena Gomez                               | Makeup — Best Highlighter                     | Ganador   | [ 63 ] |
| The Sunday Times' Style Beauty Awards      | 2022 | Rare Beauty de Selena Gomez                               | Best Celebrity Brand                          | Nominado  | [ 64 ] |
| The Sunday Times' Style Beauty Awards      | 2023 | Rare Beauty de Selena Gomez                               | Best Celebrity Brand                          | Nominado  | [ 65 ] |
| The Sunday Times' Style Beauty Awards      | 2023 | Rare Beauty de Selena Gomez                               | Best Complexion Make-up                       | Nominado  | [ 66 ] |
| Vogue Beauty Awards                        | 2023 | Rare Beauty de Selena Gomez                               | Celebrity or Influencer Beauty Mogul          | Ganador   | [ 67 ] |
| Webby Awards                               | 2021 | Rare Beauty de Selena Gomez — Makeup Made to Feel Good In | Fashion & Beauty — Social                     | Ganador   | [ 69 ] |
| Webby Awards                               | 2022 | Rare Beauty de Selena Gomez                               | Fashion & Beauty — General Social             | Ganador   | [ 70 ] |
| Webby Awards                               | 2023 | Rare Beauty de Selena Gomez                               | Community Engagement — Features (Social)      | Nominado  | [ 71 ] |
| Webby Awards                               | 2023 | Rare Beauty de Selena Gomez                               | Fashion & Beauty — General Social (Social)    | Ganador   | [ 72 ] |
| Webby Awards                               | 2023 | Rare Beauty de Selena Gomez                               | Fashion & Beauty — General Social (Social)    | Ganador   | [ 73 ] |
| WWD Beauty Inc Awards                      | 2020 | Rare Beauty de Selena Gomez                               | Startup of the Year                           | Ganador   | [ 74 ] |